# Vitis californica
Vitis californica är en vinväxtart som beskrevs av George Bentham. Vitis californica ingår i släktet vinsläktet, och familjen vinväxter. Inga underarter finns listade i Catalogue of Life.